# 樂巖寺雅方
樂巖寺雅方（日语：／ Gakuganji Masakata），日本戰國時代的武將。信濃國國眾望月氏的被官。

## 生平
生年不詳。天文17年（1548年）2月14日，在甲斐國的武田晴信與信濃小縣郡的村上義清戰鬥（『上田原之戰』）時，擔任村上軍的先鋒（『甲陽軍鑑』）。天文22年（1553年），在義清逃到越後國後，從屬於武田氏。天文23年（1554年），因為被懷疑與越後的長尾氏（上杉氏）內通，被飯富昌景處罰（『甲陽軍鑑』）。

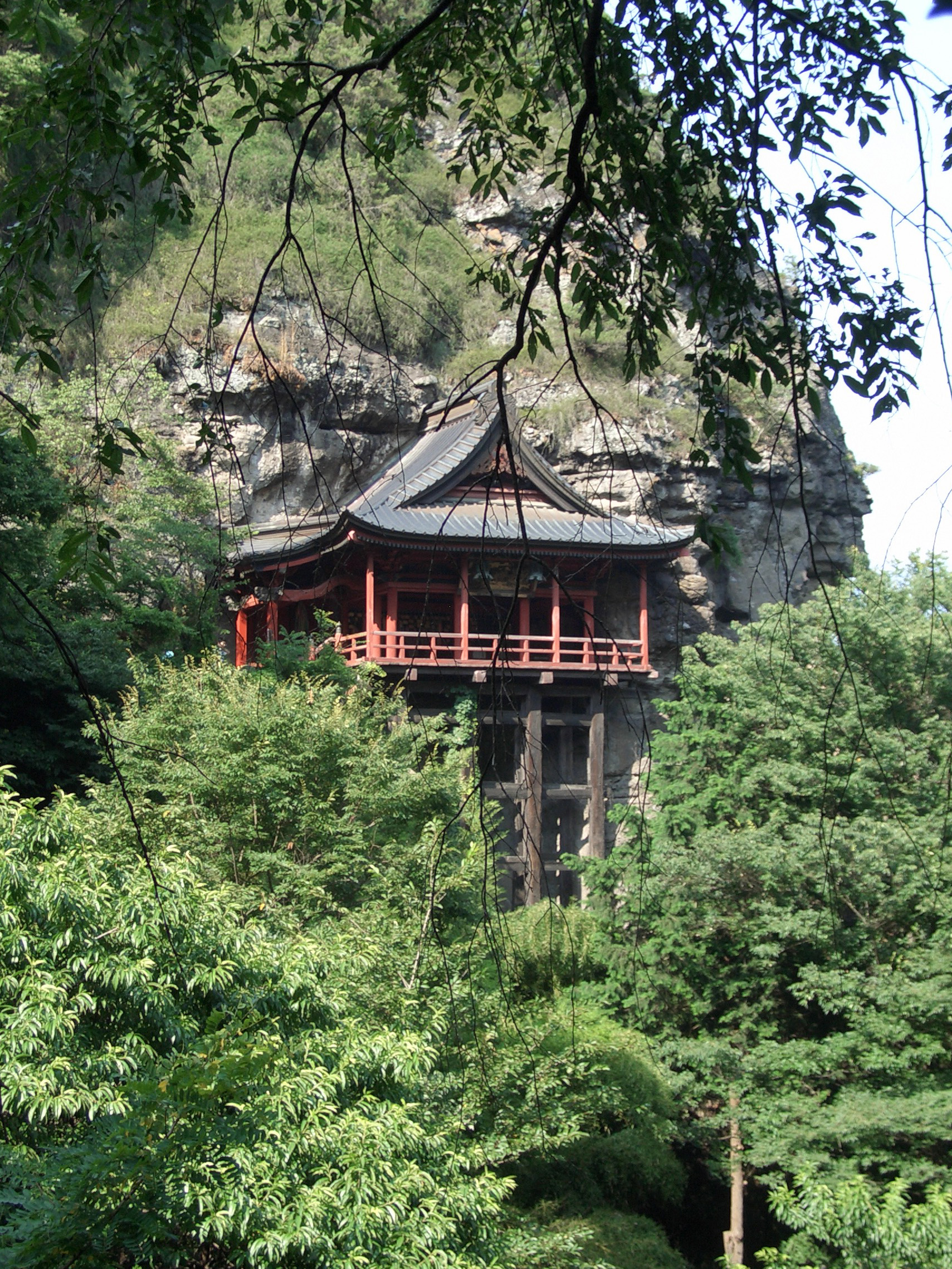
釋尊寺觀音堂

弘治4年（1558年）3月7日，望月信雅再興釋尊寺（現今長野縣小諸市），寺內的棟札上有「宗榮樂巖寺」的名字。
永祿10年（1567年）8月7日，向生島足島神社奉納對武田氏起誓忠節的下之鄉起請文，並向武田氏的譜代家老金丸平八郎送出起請文。卒年不詳。